# پروین درانی
پروین درانی (زاده ۱۳۵۲ ولسوالی چهارآسیاب ولایت کابل) سیاستمدار افغانستان و نماینده مردم کوچی در دوره‌های پانزدهم و شانزدهم مجلس نمایندگان است. وی در مجلس شانزدهم نمایندگان افغانستان عضو کمیسیون کوچی‌ها، قبایل، امور مهاجرین و بیجاشدگان می‌باشد.

## زندگی‌نامه
پروین درانی زاده ۱۳۵۲ از ولسوالی چهارآسیاب ولایت کابل می‌باشد. تحصیلات متوسطه خود را در لیسه/دبیرستان ریشخور کابل در سال ۱۳۶۸ به پایان برد. وی در سال ۱۳۷۰ از دارالمعلمین سید جمال‌الدین اسدآبادی فارغ‌التحصیل شد و توانست مدرک لیسانس خود را در رشته حقوق از دانشگاه پیام نور کسب کند.

## دیگر فعالیت‌ها
دیگر فعالیت‌های ایشان:
- کارمند سفارت افغانستان در ایران.
- کارمند قانون اساسی در بخش آگاهی عامه در ایران (۱۳۸۱–۱۳۸۳).
- نماینده ادوار ۱۵ و ۱۶ پارلمان افغانستان